# سيباستياو ليل
سيباستياو ليل بلدية في ولاية بياوي في المنطقة الشمالية الشرقية من البرازيل.